# 篠﨑克志
篠﨑 克志（しのざき かつし、1982年7月13日 -）は、日本の実業家。
株式会社スポーツフィールド代表取締役社長。大学の体育会に所属をする学生に特化した就職支援サービス「スポナビ」を全国展開した。

## 経歴
1982年7月13日、東京に生まれる。
2005年、リンク・ワンに入社し、2007年にガーディアンウィル (現スポーツリンク)に入社。2009年にはスポーツリンク取締役となり、2010年、スポーツリンク埼玉 (現スポーツフィールド)代表取締役に就任。